# La Chanson de la lanterne
Pour plus de détails, voir Fiche technique et Distribution.
La Chanson de la lanterne (Uta andon) est un film japonais réalisé par Mikio Naruse, sorti en 1943.

## Fiche technique
- Titre original : Uta andon
- Titre français : La Chanson de la lanterne
- Réalisation : Mikio Naruse
- Scénario : Mantarō Kubota d'après le roman de Kyōka Izumi
- Photographie : Asakazu Nakai
- Musique : Shirō Fukai
- Pays de production : Japon
- Format : Noir et blanc - 1,37:1 - Mono
- Genre : drame
- Durée : 93 minutes
- Date de sortie : 1943

## Distribution
- Shōtarō Hanayagi : Onchi Kitahachi
- Isuzu Yamada : O-Sode
- Eijirō Yanagi : Jirozou
- Ichijirō Ōya : Onchi Genjiro
- Masao Murata : Muneyama
- Kan Ishii : Henmi Sessou
- Eiichi Seto : Gen-ichi
- Ichirō Minami : Shounin